# Sara Cantu
 Sara Paulina Cantu Cannobio, född 10 augusti 2004 är en volleybollspelare (center). Hon spelar med Mexikos landslag.
Maldonado spelar med Instituto Tecnológico y de Estudios Superiores de Monterreys damvolleybollag. Tidigare har hon spelat med Club de Voleibol Spartans. Med juniorlandslaget tog hon brons vid Panamerikanska U21-cupen 2022.